# Фагнер Консерва Лемос
Фагнер Консерва Лемос (порт. Fagner Conserva Lemos, нар. 11 червня 1989, Сан-Паулу) — бразильський футболіст, захисник клубу «Корінтіанс».

## Клубна кар'єра
Фагнер почав професійну кар'єру в клубі «Корінтіанс» у віці 17 років. У бразильській Серії А він дебютував у матчі проти «Форталези». Для отримання ігрової практики в 2007 році він виступав на правах оренди за «Віторію» з Сальвадора.
Після переможного молодіжного чемпіонату Південної Америки 2007 року Фагнер перейшов у нідерландський ПСВ. 25 серпня в матчі проти НЕКа він забив свій перший гол у Ередивізі. Проте через високу конкуренцію Фагнер майже не виходив на поле, взявши участь всього у 3 поєдинках чемпіонату. Незважаючи на це, він зміг стати чемпіоном Нідерландів та завоювати національний кубок.
У 2009 році Фагнер повернувся на батьківщину, підписавши контракт з «Васко да Гамою». 11 липня в матчі проти клубу «Понте-Прета» він дебютував за новий клуб. 24 жовтня в поєдинку проти «Байї» Фагнер забив свій перший гол за «Васко». У тому ж році він допоміг команді виграти Серію B і вийти в еліту. У 2011 році Фагнер допоміг команді завоювати Кубок Бразилії і потрапив в символічну збірну за підсумками сезону.
У 2012 році німецький «Вольфсбург» за 3 млн євро викупив трансфер Фагнера. Контракт був підписаний на чотири роки. 25 серпня в матчі проти «Штутгарта» він дебютував у Бундеслізі. По закінченні сезону Фагнер затужив за батьківщиною і висловив бажання повернутися в Бразилію. Влітку 2013 року, він на правах оренди повернувся в «Васко да Гама», а на початку 2014 року був орендований своїм рідним клубом «Корінтіансом». 5 лютого 2015 року в матчі першого етапу Кубка Лібертадорес проти колумбійського «Онсе Кальдаса» Фагнер забив свій перший гол на міжнародному рівні. У 2015 році він допоміг команді виграти чемпіонат Бразилії. Станом на 24 травня 2018 року відіграв за команду з Сан-Паулу 128 матчів в національному чемпіонаті.

## Виступи за збірні
2007 року залучався до складу молодіжної збірної Бразилії і став переможцем молодіжного чемпіонаті Південної Америки у Парагваї.
26 січня 2017 року в товариському матчі проти збірної Колумбії Фагнер дебютував за збірну Бразилії.
У складі збірної був учасником чемпіонату світу 2018 року у Росії.

## Титули і досягнення
- Чемпіон Нідерландів (1):

ПСВ: 2007–08
- Володар Суперкубка Нідерландів (1):

ПСВ: 2008
- Володар Кубка Бразилії (1):

«Васко да Гама»: 2011
- Чемпіон Бразилії (2):

«Корінтіанс»: 2015, 2017
- Чемпіон штату Сан-Паулу (1):

«Корінтіанс»: 2017, 2018
- Чемпіон Південної Америки (U-20): 2007
- Переможець Кубка Америки: 2019

### Індивідуальні
- У символічній збірній чемпіонату Бразилії: 2011[8], 2017
- У символічній збірній Чемпіон штату Сан-Паулу: 2015[9], 2016[10], 2017[11]
- Володар «Срібного м'яча»: 2017